# Scott Travis
Scott Travis (Norfolk (Virgínia), 6 de setembro de 1961) é um baterista estadunidense. Desde 1989 está na banda inglesa Judas Priest e durante algum tempo acompanhou o virtuoso grupo Racer X, com o guitarrista Paul Gilbert.
Muitos são os bateristas influenciados por sua técnica de dois bumbos. Scott é considerado um dos melhores bateristas de heavy metal de todos os tempos, pela habilidade e técnica com perfeição absoluta nas notas musicais.  Ficou em 36° lugar na lista dos "50 melhores bateristas de hard rock e metal de todos os tempos" do site Loudwire.

## Discografia
Racer X
- Second Heat (1987)
- Extreme Volume Live (1988)
- Extreme Volume II Live (1992)
- Technical Difficulties (1999)
- Superheroes (2000)
- Getting Heavier (2002)

Judas Priest
- 1990 - Painkiller
- 1997 - Jugulator
- 2001 - Demolition
- 2005 - Angel of Retribution
- 2008 - Nostradamus
- 2014 - Redeemer of Souls
- 2018 - Firepower

Fight
- War of Words (1993)
- Mutations (1994)
- A Small Deadly Space (1995)